# Rowoboni
Rowoboni is een bestuurslaag in het regentschap Semarang van de provincie Midden-Java, Indonesië. Rowoboni telt 2258 inwoners (volkstelling 2010).